# Derguzin
Derguzin (Der Guzin o Der Gujin) fou una petita població al cantó d'Alem a l'Iraq Ajamita i després capital d'un cantó separat, esmentada des del temps dels seljúcides, a mig cami entre Zanjan i Hamadan. El seu territori era elevat i cobert d'horts i jardins. Produïa blat, cotó i un excelent raïm. Els habitants al segle xix eren sunnites i addictes a la secta del xaikh Xaraf al-Din al-Derguziní.
Anuxirwan ibn Khalid, escriptor i visir, diu que d'aquesta població era originari Abul Kasim Nasir ibn Ali al-Derguziní, visir del sultà seljúcida Mahmud ibn Muhammad i del sultà Toghril II; aquest visir fou executat per ordre del sultà quan va pujar al tron el 1131 o poc després. El visir era originari d'Anasabad però li deien al-Derguzini perque Derguzin era la principal vila del cantó on estava Anasabad.
El 1405 la vila pertanyia a Muhammad Umar ibn Miran Xah que hi va passar de camí a Hamadan rebent regals en aquesta i altres poblacions.
A Derguzin es va lliurar la primavera del 1406 una decisiva batalla entre Abu Bakr ibn Miran Xah i els seus tres cosins Pir Muhammad, Rustem i Iskandar, els fills de Umar Xaikh. Abu Bakr estava acampat al sud de Sultaniya a un lloc anomenat Guruk Arghun i va decidir sortir en direcció a Esfahan al encontre de les forces dels seus cosins que el pensaven atacar considerant-lo un enemic dèbil i havien sortit d'Esfahan. Els dos exèrcits es van trobar a la rodalia de Derguzin en un lloc anomenat Kharbereh. La batalla de Derguzin o Kharbereh es va perllongar tot el dia, causant quatre mil morts o ferits greus; a la nit es va aturar però al dia següent es va reprendre i Abu Bakr, amb un atac amb les tropes d'elit dirigit cap al centre de Pir Muhammad, va aconseguir la victòria. L'exèrcit derrotat va fugir corrent cap a Esfahan. Abu Bakr i les seves forces van descansar allí uns dies i després van seguir cap a Esfahan. En absència d'Abu Barkr, el xaikh daylamita de Tarom, Hajji Iraki, va atacar Sultaniya. Abu Bakr va haver de fer un pacte de capitulació apresurat amb Esfahan i va retornar cap a Sultaniya però quan va arribar a Derguzin, el xaikh Hajji Iraki, assabentat, va abandonar el setge i se’n va anar cap a Tarom al Daylam, prop de Zanjan. El febrer de 1407 Abu Bakr va passar per Derguizin de camí a Hamadan. i després hi va residir unes setmanes fins que va anar un temps a Kuruk Arghun on va saber que el xeic Hajji Iraki havia estat assassinat a primers de juny de 1407 per Xukr Allah Jamal al-Din Ilgaz, Berdi Beg i Xir Xah Taromi, sortint aleshores cap a Guzel, via Sajas, i després d'espera entre un i dos mesos i finalment va arribar a Sultaniya. Fins a la derrota del príncep a la batalla de Sardrud, Derguizin fou la seva principal residència.